# Le Val-de-Guéblange
Le Val-de-Guéblange är en kommun i departementet Moselle i regionen Grand Est (tidigare regionen Lorraine) i nordöstra Frankrike. Kommunen ligger i kantonen Sarralbe som tillhör arrondissementet Sarreguemines. År 2022 hade Le Val-de-Guéblange 798 invånare.

## Befolkningsutveckling
Antalet invånare i kommunen Le Val-de-Guéblange
| Referens: INSEE |